# Pero polygonaria
Pero polygonaria là một loài bướm đêm trong họ Geometridae.